# スウェーディッシュ・ホワイト・エルクハウンド
スウェーディッシュ・ホワイト・エルクハウンド（英：Swedish White Elkhound）とは、スウェーデン原産の犬種である。別名はホワイト・ムース・スピッツ（英：White Moose Spitz）。

## 歴史
19世紀頃に作出された犬種で、スウェーディッシュ・エルクハウンドにホワイトのコートを取り入れ、優しい性格を強調するためにサモエドを交配させて改良を加え作られた。ホワイトのコートに改良されたのはペットとして飼育するためではなく、夜間の狩猟（ナイト・ハント）の際も見やすく、獲物との判別がしやすいようにするためである。
本種はエルク（シカの一種）やクマを狩るのに使われていた。数頭で獲物の臭いを追跡し、エルクやクマと戦って仕留めるのが本種の仕事である。この危険で力の強い相手と戦うため、スウェーディッシュ・エルクハウンドの力強く勇敢な性質とサモエドの思考能力が組み合わさった性質が役立ち重宝された。実猟時は勇敢でひるみにくい性質であるが、実猟時以外は温和な性格のため家庭犬として飼育されていた。家族同様の扱いを受け、狩猟から帰ってくると一番先に暖炉の前で温まることを許され、傷の手当ても即急に行われた。又、ホワイトのコートは血に染まると非常に目立つため、家族の手によって体を洗われていた。
本種は現在でも珍しい犬種の一つであり知名度もあまり高くないが、本種の犬種クラブが1986年に設立されるとスカンジナビア半島で知られるようになった。1993年にはスウェーディッシュケネルクラブに、1995年にはノルウェーケネルクラブに公認犬種として登録された。しかし、まだFCIは公認を検討している段階であり、正式な公認はまだおこなわれていない。

## 特徴
容姿はホワイト・スイス・シェパード・ドッグにやや似るが、スピッツタイプの犬種である。目は大きく円く、瞳の色はブラウン（黒）。サモエドの血統により口角は上がっていて、常に笑っているように見える。立ち耳・サーベル形の垂れ尾又は普通の垂れ尾でコートはショートコートだが厚く、防寒性が高い。毛色はピュア・ホワイト（純白）であるが、中には薄いクリームの毛色の犬もいる。体高53～56cmの中型犬で、性格は穏やかで従順、温厚である。子供や他の犬に対しても優しく接する事が出来る。運動量は多めであるが、遺伝的にかかりやすい病気はほとんどない。

## 参考（外部リンク、英語）
- Kennel Terjeviken Eurasier og Svensk Hvit Elghound 　2005年更新版
- フィッシャー（仔犬の写真）